# Wilhelmøya
Wilhelmøya ist eine zum norwegischen Spitzbergen-Archipel gehörende Insel in der Hinlopenstraße. Benannt ist sie nach Wilhelm I. Der an seiner schmalsten Stelle nur 1,25 km breite Bjørnsundet (früher Bismarckstraße) trennt die Wilhelm-Insel von Spitzbergen. Südöstlich liegt die Inselgruppe der Bastianøyane.

## Geographie
Die unbewohnte Insel hat eine Ost-West-Ausdehnung von 15,5 km und eine Nord-Süd-Ausdehnung von 14,1 km. Mit einer Fläche von 120 km² ist sie die zehntgrößte Insel Spitzbergens. Der südlichste Punkt der Insel ist Kap Ravenstein, der westlichste Kap Koldewey, der nördlichste Kap Breusing, und das Ostkap heißt Tumlingodden. Die höchste Erhebung erreicht 565 m über dem Meeresspiegel. Die Insel ist arm an Vegetation und besteht überwiegend aus horizontal lagernden Sedimenten aus dem Jura. Ein Drittel der Fläche von Wilhelmøya ist vergletschert.

## Geschichte
Wann Wilhelmøya entdeckt wurde, ist nicht bekannt. Die Hinlopenstraße wurde schon frühzeitig von Walfängern und Pomoren besucht. 1868 befuhr die Erste Deutsche Nordpolar-Expedition unter Leitung von Carl Koldewey ihren noch nicht erforschten südlichen Teil. Das Gebiet wurde kartografisch aufgenommen und eine Reihe von Ortsbezeichnungen vergeben. Wilhelmøya erhielt ihren Namen zu Ehren des preußischen Königs und späteren deutschen Kaisers Wilhelm I. Die Expedition konnte nachweisen, dass es sich um eine Insel und nicht, wie bis dahin angenommen, um ein Kap handelt.
Seit 1973 gehört Wilhelmøya zum Nordost-Svalbard-Naturreservat.